# Cratere Robert Sharp
Robert Sharp  è un cratere sulla superficie di Marte.